# Noord-Ochotskstroom
De Noord-Ochotskstroom (NOC) is een koude zeestroom in het noordwesten van de Grote Oceaan in de Zee van Ochotsk. De westelijk stromende zeestroom ligt voor de zuidkust van de Russische oblast Magadan en kraj Chabarovsk en is onderdeel van de Ochotskgyre.
Ten oosten van het schiereiland Kamtsjatka stroomt de Kamtsjatkastroom in zuidwestelijke richting die ten zuiden van het schiereiland bij de Koerilen in drie richtingen splitst. De naar het noorden stromende zeestroom is de West-Kamtsjatkastroom die naar het westen afbuigt en de Noord-Ochotskstroom vormt.
In de Golf van Sachalin ten noorden van het schiereiland Schmidt-schiereiland van Sachalin buigt de zeestroom naar het zuiden en splitst deze zich in de oostelijke Oost-Sachalinstroom (ten oosten Sachalin) en de westelijke Limanstroom die via de Tatarensont ten westen van Sachalin naar het zuiden stroomt naar de Japanse Zee.
De zeestroom stroomt door de mariene ecoregio Zee van Ochotsk.